# Kosovarischer Reisepass

Biometrischer Reisepass der Republik Kosovo seit 2011

Reisepass der Republik Kosovo,
ausgestellt 2008 – 2011

Der Reisepass der Republik Kosovo (albanisch Pasaportë oder Pasaporta e Republikës së Kosovës, serbisch Пасош Pasoš oder auch Пасош Републике Косово/Pasoš Republike Kosovo) ist ein Ausweisdokument, das den Bürgern des Kosovo seit Ende Juli 2008 ausgestellt wird, um allgemeine Reisen ins Ausland unternehmen zu können.

## Hintergrund und Beschreibung
Ende Juli 2008 stellte die UNO-Verwaltung in Pristina die Ausgabe ihrer Reisedokumente ein. Die Pässe bleiben Eigentum der Republik Kosovo und dienen zur Identifizierung und Legitimation gegenüber staatlichen Behörden und zudem gegenüber privaten Einrichtungen sowie gegenüber Privatpersonen.
Durch die hohe Nachfrage, vor allem von den im Ausland lebenden Kosovaren, wurden in der Anfangsphase ca. 3500 bis 4000 Reisepässe gefertigt. Die Gebühr beträgt 25 Euro, um die Prozedur zu beschleunigen wird eine höhere Gebühr verlangt. Die Gültigkeit beträgt zehn Jahre.
Seit Oktober 2011 wird der kosovarische Reisepass als biometrischer Reisepass vom Innenministerium ausgegeben.

## Liste der Staaten, die den Kosovarischen Reisepass anerkennen
Dieses Dokument wird vorwiegend von jenen Staaten anerkannt, die auch die staatliche Unabhängigkeit des Kosovo anerkannt haben. Unter den 138 Staaten in der folgenden Liste, die den Kosovarischen Reisepass anerkennen, befinden sich auch Staaten, die zwar den Kosovo nicht als unabhängig ansehen (siehe auch Internationale Anerkennung des Kosovo), den Reisepass jedoch offiziell als gültiges Dokument zur Einreise in ihr Land akzeptieren. Darüber hinaus gibt es in der Liste
mehrere Länder, in die Menschen Berichten zufolge offenbar problemlos mit kosovarischen Pässen einreisen konnten, obwohl dies jedoch nicht offiziell verlautbart wurde. Zumindest solange dies nicht de facto gut etabliert ist, ist dies kein Hinweis darauf, dass solche Reisen in Zukunft wiederholt werden können.
| Nr  | Staat                                         |
| --- | --------------------------------------------- |
| 1   | Afghanistan                                   |
| 2   | Ägypten                                       |
| 3   | Albanien                                      |
| 4   | Andorra                                       |
| 5   | Antigua und Barbuda                           |
| 6   | Australien                                    |
| 7   | Bahamas (Anm. de facto)                       |
| 8   | Bahrain                                       |
| 9   | Bangladesch                                   |
| 10  | Barbados                                      |
| 11  | Belgien                                       |
| 12  | Belize                                        |
| 13  | Benin                                         |
| 14  | Bosnien und Herzegowina (Anm. de jure)        |
| 15  | Brasilien (Anm. de jure)                      |
| 16  | Brunei                                        |
| 17  | Bulgarien                                     |
| 18  | Burkina Faso                                  |
| 19  | Burundi                                       |
| 20  | Cookinseln                                    |
| 21  | Dänemark                                      |
| 22  | Cabo Verde                                    |
| 23  | Volksrepublik China (Anm. de facto)           |
| 24  | Costa Rica                                    |
| 25  | Côte d’Ivoire                                 |
| 26  | Deutschland                                   |
| 27  | Dominica                                      |
| 28  | Dominikanische Republik                       |
| 29  | Dschibuti                                     |
| 30  | Ecuador (Anm. de facto)                       |
| 31  | El Salvador                                   |
| 32  | Estland                                       |
| 33  | Eswatini                                      |
| 34  | Frankreich                                    |
| 35  | Gabun                                         |
| 36  | Gambia                                        |
| 37  | Georgien (Anm. de facto)                      |
| 38  | Ghana                                         |
| 39  | Grenada                                       |
| 40  | Griechenland (Anm. de jure)                   |
| 41  | Guinea-Bissau                                 |
| 42  | Haiti                                         |
| 43  | Honduras                                      |
| 44  | Indonesien                                    |
| 45  | Irak (Anm. de facto)                          |
| 46  | Irland                                        |
| 47  | Island                                        |
| 48  | Israel                                        |
| 49  | Italien                                       |
| 50  | Japan                                         |
| 51  | Jemen                                         |
| 52  | Jordanien                                     |
| 53  | Kambodscha (Anm. de facto)                    |
| 54  | Kanada                                        |
| 55  | Katar                                         |
| 56  | Kiribati                                      |
| 57  | Kolumbien                                     |
| 58  | Komoren                                       |
| 59  | Kongo, Demokratische Republik (Anm. de facto) |
| 60  | Kroatien                                      |
| 61  | Kuwait                                        |
| 62  | Lesotho                                       |
| 63  | Lettland                                      |
| 64  | Libanon (Anm. de facto)                       |
| 65  | Liberia                                       |
| 66  | Libyen                                        |
| 67  | Liechtenstein                                 |
| 68  | Litauen                                       |
| 69  | Luxemburg                                     |
| 70  | Madagaskar                                    |
| 71  | Malaysia                                      |
| 72  | Malediven                                     |
| 73  | Malta                                         |
| 74  | Malteserorden                                 |
| 75  | Marokko (Anm. de facto)                       |
| 76  | Marshallinseln                                |
| 77  | Mauretanien                                   |
| 78  | Mauritius                                     |
| 79  | Föderierte Staaten von Mikronesien            |
| 80  | Monaco                                        |
| 81  | Montenegro                                    |
| 82  | Nauru                                         |
| 83  | Niederlande                                   |
| 84  | Niger                                         |
| 85  | Nigeria                                       |
| 86  | Niue                                          |
| 87  | Nordmazedonien                                |
| 88  | Norwegen                                      |
| 89  | Oman                                          |
| 90  | Österreich                                    |
| 91  | Pakistan                                      |
| 92  | Palau                                         |
| 93  | Panama                                        |
| 94  | Papua-Neuguinea                               |
| 95  | Peru                                          |
| 96  | Philippinen (Anm. de facto)                   |
| 97  | Polen                                         |
| 98  | Portugal                                      |
| 99  | Rumänien (Anm. de jure)                       |
| 100 | Salomonen                                     |
| 101 | San Marino                                    |
| 102 | São Tomé und Príncipe                         |
| 103 | Saudi-Arabien                                 |
| 104 | Schweden                                      |
| 105 | Schweiz                                       |
| 106 | Senegal                                       |
| 107 | Sierra Leone                                  |
| 108 | Singapur                                      |
| 109 | Slowakei (Anm. de jure)                       |
| 110 | Slowenien                                     |
| 111 | Somalia                                       |
| 112 | Spanien (Anm. de jure)                        |
| 113 | St. Kitts und Nevis                           |
| 114 | St. Lucia                                     |
| 115 | St. Vincent und die Grenadinen                |
| 116 | Südafrika (Anm. de facto)                     |
| 117 | Sudan                                         |
| 118 | Südkorea                                      |
| 119 | Suriname                                      |
| 120 | Tansania                                      |
| 121 | Thailand                                      |
| 122 | Togo                                          |
| 123 | Timor-Leste                                   |
| 124 | Tonga                                         |
| 125 | Trinidad und Tobago                           |
| 126 | Tschad                                        |
| 127 | Tschechien                                    |
| 128 | Tuvalu                                        |
| 129 | Uganda                                        |
| 130 | Ungarn                                        |
| 131 | Vanuatu                                       |
| 132 | Vereinigte Arabische Emirate                  |
| 133 | Vereinigte Staaten                            |
| 134 | Vereinigtes Königreich                        |
| 135 | Vietnam (Anm. de facto)                       |
| 136 | Zentralafrikanische Republik                  |
| 137 | Zypern (Anm. de jure)                         |
| 138 | Kenia                                         |
| 139 | Simbabwe                                      |

## Erscheinungsbild

Innenansicht eines kosovarischen Reisepasses

Der kosovarische Reisepass (Ausgabe 2008 – 2011) besteht aus einem dunkelblauen Umschlagdeckel an dem das Wappen des Kosovo, sowie die Aufschrift „Republik Kosovo“ und „Pass“ in  den drei Sprachen (Albanisch, Serbisch und Englisch) und in Goldfarbe gedruckt sind.
Der Pass besteht aus 32 Seiten und besitzt die in der Europäischen Union üblichen und von der ICAO geforderten Sicherheitsmerkmale. Die kosovarischen Pässe werden in vier verschiedenen Variationen ausgestellt: Der Reisepass, der Dienstpass, der Diplomatenpass und das Reisedokument. Der seit 2011 ausgegebene biometrische Reisepass hat einen burgunder-roten Deckel mit dem gleichen Aufdruck und hat einen Umfang von 34 Seiten.